# 영웅호걸

《영웅호걸》(英雄豪傑)은 매주 일요일 저녁 6시 50분에 방송되었던 《일요일이 좋다》의 한 코너이다.

## 개요
최고의 여자 연예인들이 자존심을 걸고 펼치는 인기대결! 본격 '인기검증 버라이어티' <영웅호걸>!!!
인기에 죽고 사는 여자 연예인들이 다양한 집단을 찾아가 인기도를 측정하고 그들의 마음을 얻기 위해서는 무엇이든 한다!
버라이어티 대표MC 이휘재, 노홍철과 함께 왕언니 노사연을 중심으로 다양한 여자 연예인들로 구성, 지금까지 볼 수 없었던 새로운 버라이어티 프로그램이다.— (출처 : SBS '일요일이 좋다' 홈페이지)

- 2010년 9월 12일 방송분부터는 2011년 3월에 있을 대국민 인기투표를 위한 사전 예비 검증으로 방송되었다.

## 방송 목록
| 순차 | 방영 일자        | 출구 조사단                                          | 검증단                                             | 잘 나가는 팀(잘팀)                                                 | 못 나가는 팀(못팀)                                             | 검증단의 소원, 멤버들의 임무                                     | 결과                                                                                           | 비고                                                                      |
| ---- | ---------------- | ---------------------------------------------------- | -------------------------------------------------- | ------------------------------------------------------------------ | -------------------------------------------------------------- | ---------------------------------------------------------------- | ---------------------------------------------------------------------------------------------- | ------------------------------------------------------------------------- |
| 1    | 2010년 7월 18일  | 시청역 3번 출구 시민 150명                           | 국가대표 여자 럭비팀                               | 아이유, 박지연, 유인나 서인영, 니콜, 신봉선                        | 이진, 정가은, 나르샤 가희, 노사연, 홍수아                      | 갯벌 활동, 특별 공연                                             | 못팀 승리                                                                                      | 예비 검증 태양, 엠블랙 특별 출연                                          |
| 2    | 2010년 7월 25일  | 시청역 3번 출구 시민 150명                           | 국가대표 여자 럭비팀                               | 아이유, 박지연, 유인나 서인영, 니콜, 신봉선                        | 이진, 정가은, 나르샤 가희, 노사연, 홍수아                      | 갯벌 활동, 특별 공연                                             | 못팀 승리                                                                                      | 예비 검증 태양, 엠블랙 특별 출연                                          |
| 3    | 2010년 8월 1일   | 망상해수욕장 남자 피서객 200명                       | 대한민국 해양 경찰단 70명                          | 아이유, 정가은, 유인나 박지연, 가희, 서인영                        | 이진, 니콜, 나르샤 노사연, 홍수아, 신봉선                      | 떡볶이 만들기 해안계도 근무 해상안전훈련 해상안전 신고 전화 홍보 | 귀가 여부 결정 (검증단 투표로 결정)                                                            |                                                                           |
| 4    | 2010년 8월 8일   | 망상해수욕장 남자 피서객 200명                       | 대한민국 해양 경찰단 70명                          | 아이유, 정가은, 유인나 박지연, 가희, 서인영                        | 이진, 니콜, 나르샤 노사연, 홍수아, 신봉선                      | 떡볶이 만들기 해안계도 근무 해상안전훈련 해상안전 신고 전화 홍보 | 귀가 여부 결정 (검증단 투표로 결정)                                                            |                                                                           |
| 5    | 2010년 8월 15일  | 화개장터 상인 200명                                  | 에버랜드 직원 1000명                               | 박지연, 홍수아, 이진 나르샤, 노사연, 유인나                        | 아이유, 정가은, 니콜 서인영, 가희, 신봉선                      | 동물과 관련 사진 찍기 수조 청소하기                              | 귀가 여부 결정 (검증단 투표로 결정)                                                            | 니콜은 카라의 일본 현지 활동으로 불참 2PM 특별 출연 (닉쿤 제외)           |
| 6    | 2010년 8월 22일  | 화개장터 상인 200명                                  | 에버랜드 직원 1000명                               | 박지연, 홍수아, 이진 나르샤, 노사연, 유인나                        | 아이유, 정가은, 니콜 서인영, 가희, 신봉선                      | 동물과 관련 사진 찍기 수조 청소하기                              | 귀가 여부 결정 (검증단 투표로 결정)                                                            | 니콜은 카라의 일본 현지 활동으로 불참 2PM 특별 출연 (닉쿤 제외)           |
| 7    | 2010년 8월 29일  | 검증단 없음 (멤버들이 직접 선택)                     | 멤버,멤버들의 매니저 및 스타일리스트, 스태프 150명 | 아래 영웅호걸#기타 참조                                            | 아래 영웅호걸#기타 참조                                        | 별도의 소원 없음                                                 | 귀가 여부 결정 (검증단 투표로 결정)                                                            |                                                                           |
| 8    | 2010년 9월 5일   | 검증단 없음 (멤버들이 직접 선택)                     | 멤버,멤버들의 매니저 및 스타일리스트, 스태프 150명 | 아래 영웅호걸#기타 참조                                            | 아래 영웅호걸#기타 참조                                        | 별도의 소원 없음                                                 | 귀가 여부 결정 (검증단 투표로 결정)                                                            |                                                                           |
| 9    | 2010년 9월 12일  | 예비 시어머니 200명                                  | 멤버간 검증                                        | 신봉선, 이진, 유인나 아이유, 노사연, 홍수아                        | 서인영, 가희, 나르샤 정가은, 니콜, 지연                        | 별도의 소원 없음                                                 | 최고:이진 최악:신봉선                                                                          |                                                                           |
| 10   | 2010년 9월 19일  | 예비 시어머니 200명                                  | 멤버간 검증                                        | 신봉선, 이진, 유인나 아이유, 노사연, 홍수아                        | 서인영, 가희, 나르샤 정가은, 니콜, 지연                        | 별도의 소원 없음                                                 | 최고:이진 최악:신봉선                                                                          |                                                                           |
| 11   | 2010년 9월 26일  | 셀러리맨 200명                                       | 면접관의 평가                                      | 홍수아(중), 이진(하) 서인영(중), 신봉선(상) 유인나(상), 노사연(상) | 니콜(하), 아이유(상) 지연(중), 나르샤(하) 정가은(중), 가희(하) | 별도의 소원 없음                                                 | 합격:니콜,가희, 정가은,노사연, 신봉선, 아이유 불합격:이진,홍수아, 서인영, 박지연,유인나        | 나르샤는 브라운 아이드 걸스의 일본 현지 활동으로 불참                     |
| 12   | 2010년 10월 3일  | 셀러리맨 200명                                       | 면접관의 평가                                      | 홍수아(중), 이진(하) 서인영(중), 신봉선(상) 유인나(상), 노사연(상) | 니콜(하), 아이유(상) 지연(중), 나르샤(하) 정가은(중), 가희(하) | 별도의 소원 없음                                                 | 합격:니콜,가희, 정가은,노사연, 신봉선, 아이유 불합격:이진,홍수아, 서인영, 박지연,유인나        | 나르샤는 브라운 아이드 걸스의 일본 현지 활동으로 불참                     |
| 13   | 2010년 10월 17일 | 여고생 200명                                         | 전문가의 평가                                      | 가희(상), 유인나(상) 아이유(상), 서인영(상) 나르샤(중), 신봉선(중) | 홍수아(중), 니콜(중) 지연(하), 정가은(하) 이진(하), 노사연(하) | 별도의 소원 없음                                                 | 통과:아이유, 이진, 니콜,나르샤, 가희,서인영 탈락:정가은, 박지연, 노사연, 신봉선, 홍수아,유인나 |                                                                           |
| 14   | 2010년 10월 24일 | 여고생 200명                                         | 전문가의 평가                                      | 가희(상), 유인나(상) 아이유(상), 서인영(상) 나르샤(중), 신봉선(중) | 홍수아(중), 니콜(중) 지연(하), 정가은(하) 이진(하), 노사연(하) | 별도의 소원 없음                                                 | 통과:아이유, 이진, 니콜,나르샤, 가희,서인영 탈락:정가은, 박지연, 노사연, 신봉선, 홍수아,유인나 |                                                                           |
| 15   | 2010년 10월 31일 | 초등학생 200명                                       | 멤버간 검증                                        | 아이유, 신봉선, 이진 가희, 지연, 나르샤 (우반)                     | 홍수아, 니콜, 서인영 유인나, 노사연, 정가은 (열반)             | 별도의 소원 없음                                                 | 1위:홍수아(5개) 2위:정가은(4개) 공동3위:신봉선, 서인영(3개)                                    | 리얼리티쇼 유아독존 멤버들 특별 출연                                      |
| 16   | 2010년 11월 7일  | 초등학생 200명                                       | 멤버간 검증                                        | 아이유, 신봉선, 이진 가희, 지연, 나르샤 (우반)                     | 홍수아, 니콜, 서인영 유인나, 노사연, 정가은 (열반)             | 별도의 소원 없음                                                 | 1위:홍수아(5개) 2위:정가은(4개) 공동3위:신봉선, 서인영(3개)                                    | 리얼리티쇼 유아독존 멤버들 특별 출연                                      |
| 17   | 2010년 11월 21일 | 현직 연예부 기자 200명                               | 노컷뉴스 현직 기자                                 | 노사연, 아이유, 유인나 서인영, 나르샤, 지연                        | 신봉선, 홍수아, 이진 니콜, 가희, 정가은                        | 실제 수습기자 활동                                               | 실제 기사 작성                                                                                 | 서인영은 해외 스케줄로 인한 불참 컬투, 싸이 특별 출연                     |
| 18   | 2010년 11월 28일 | 현직 연예부 기자 200명                               | 노컷뉴스 현직 기자                                 | 노사연, 아이유, 유인나 서인영, 나르샤, 지연                        | 신봉선, 홍수아, 이진 니콜, 가희, 정가은                        | 실제 수습기자 활동                                               | 실제 기사 작성                                                                                 | 서인영은 해외 스케줄로 인한 불참 컬투, 싸이 특별 출연                     |
| 19   | 2010년 12월 5일  | 용산역 광장 시민 1224명 (현장 대면투표)              | 검증단 없음                                        | 아이유, 노사연, 신봉선 유인나, 니콜, 나르샤                        | 서인영, 홍수아, 지연 가희, 이진, 정가은                        | 돈가스 (잘팀) 및 스파게티 (못팀)를 만들어 판매하기               | 잘팀 승리                                                                                      | 나르샤는 볼륨을 높여요 공개방송 관계로 조퇴                               |
| 20   | 2010년 12월 12일 | 용산역 광장 시민 1224명 (현장 대면투표)              | 검증단 없음                                        | 아이유, 노사연, 신봉선 유인나, 니콜, 나르샤                        | 서인영, 홍수아, 지연 가희, 이진, 정가은                        | 돈가스 (잘팀) 및 스파게티 (못팀)를 만들어 판매하기               | 잘팀 승리                                                                                      | 나르샤는 볼륨을 높여요 공개방송 관계로 조퇴                               |
| 21   | 2010년 12월 19일 | 용산역 광장 시민 1224명 (현장 대면투표)              | 검증단 없음                                        | 아이유, 노사연, 신봉선 유인나, 니콜, 나르샤                        | 서인영, 홍수아, 지연 가희, 이진, 정가은                        | 돈가스 (잘팀) 및 스파게티 (못팀)를 만들어 판매하기               | 잘팀 승리                                                                                      | 나르샤는 볼륨을 높여요 공개방송 관계로 조퇴                               |
| 22   | 2010년 12월 26일 | 용산역 광장 시민 1224명 (현장 대면투표)              | 서일고등학교 3학년 학생                            | 아이유, 노사연, 신봉선 유인나, 니콜, 나르샤                        | 서인영, 홍수아, 지연 가희, 이진, 정가은                        | 고민상담, 일일 수업                                              | 못팀 승리                                                                                      | 은혁 특별 출연                                                            |
| 23   | 2011년 1월 2일   | 용산역 광장 시민 1224명 (현장 대면투표)              | 서일고등학교 3학년 학생                            | 아이유, 노사연, 신봉선 유인나, 니콜, 나르샤                        | 서인영, 홍수아, 지연 가희, 이진, 정가은                        | 고민상담, 일일 수업                                              | 못팀 승리                                                                                      | 은혁 특별 출연                                                            |
| 24   | 2011년 1월 9일   | 용산역 광장 시민 1224명 (현장 대면투표)              | 보성우체국 류상진 집배원 및 삼장,신근마을 주민들   | 아이유, 노사연, 신봉선 유인나, 니콜, 나르샤                        | 서인영, 홍수아, 지연 가희, 이진, 정가은                        | 일일 집배원 활동,멤버들의 인지도 향상                            | 잘팀 승리                                                                                      | 나르샤는 질병으로, 유인나는 시크릿 가든 녹화 및 영화 촬영으로 인하여 불참 |
| 25   | 2011년 1월 16일  | 용산역 광장 시민 1224명 (현장 대면투표)              | 보성우체국 류상진 집배원 및 삼장,신근마을 주민들   | 아이유, 노사연, 신봉선 유인나, 니콜, 나르샤                        | 서인영, 홍수아, 지연 가희, 이진, 정가은                        | 일일 집배원 활동,멤버들의 인지도 향상                            | 잘팀 승리                                                                                      | 나르샤는 질병으로, 유인나는 시크릿 가든 녹화 및 영화 촬영으로 인하여 불참 |
| 26   | 2011년 1월 23일  | 용산역 광장 시민 1224명 (현장 대면투표)              | 이호재 감독 및 영화학과 학생 150여명               | 아이유, 노사연, 신봉선 유인나, 니콜, 나르샤                        | 서인영, 홍수아, 지연 가희, 이진, 정가은                        | 스마트폰을 이용한 영화 촬영                                      | 잘팀 승리                                                                                      | 제1회 olleh 롯데 스마트폰 영화제 참여                                     |
| 27   | 2011년 1월 30일  | 용산역 광장 시민 1224명 (현장 대면투표)              | 이호재 감독 및 영화학과 학생 150여명               | 아이유, 노사연, 신봉선 유인나, 니콜, 나르샤                        | 서인영, 홍수아, 지연 가희, 이진, 정가은                        | 스마트폰을 이용한 영화 촬영                                      | 잘팀 승리                                                                                      | 제1회 olleh 롯데 스마트폰 영화제 참여                                     |
| 28   | 2011년 2월 6일   | 부산 남포동, 부산역 광장 시민 2814명 (현장 대면투표) | 호텔리어들의 평가                                  | 아이유, 유인나, 니콜 가희, 지연, 노사연                            | 신봉선, 서인영, 이진 나르샤, 홍수아, 정가은                    | 호텔리어 활동 (벌점 누적으로 결정)                               | 못팀 승리                                                                                      | 이 방송 이후 니콜은 카라 사태로 사실상 하차                               |
| 29   | 2011년 2월 13일  | 부산 남포동, 부산역 광장 시민 2814명 (현장 대면투표) | 호텔리어들의 평가                                  | 아이유, 유인나, 니콜 가희, 지연, 노사연                            | 신봉선, 서인영, 이진 나르샤, 홍수아, 정가은                    | 호텔리어 활동 (벌점 누적으로 결정)                               | 못팀 승리                                                                                      | 이 방송 이후 니콜은 카라 사태로 사실상 하차                               |
| 30   | 2011년 2월 20일  | 부산 남포동, 부산역 광장 시민 2814명 (현장 대면투표) | 비보잉팀 라스트 포 원                              | 아이유, 유인나, 니콜 가희, 지연, 노사연                            | 신봉선, 서인영, 이진 나르샤, 홍수아, 정가은                    | 비보잉 활동 (공연 결과에 따라 결정)                              | 무승부                                                                                         |                                                                           |
| 31   | 2011년 2월 27일  | 부산 남포동, 부산역 광장 시민 2814명 (현장 대면투표) | 비보잉팀 라스트 포 원                              | 아이유, 유인나, 니콜 가희, 지연, 노사연                            | 신봉선, 서인영, 이진 나르샤, 홍수아, 정가은                    | 비보잉 활동 (공연 결과에 따라 결정)                              | 무승부                                                                                         |                                                                           |
| 32   | 2011년 3월 6일   | 부산 남포동, 부산역 광장 시민 2814명 (현장 대면투표) | 공군 제20전투 비행단                               | 아이유, 유인나, 니콜 가희, 지연, 노사연                            | 신봉선, 서인영, 이진 나르샤, 홍수아, 정가은                    | 실제 전투기 탑승,위문 공연                                       | 잘팀 승리                                                                                      | 씨스타, 시크릿 특별 출연                                                  |
| 33   | 2011년 3월 13일  | 부산 남포동, 부산역 광장 시민 2814명 (현장 대면투표) | 공군 제20전투 비행단                               | 아이유, 유인나, 니콜 가희, 지연, 노사연                            | 신봉선, 서인영, 이진 나르샤, 홍수아, 정가은                    | 실제 전투기 탑승,위문 공연                                       | 잘팀 승리                                                                                      | 씨스타, 시크릿 특별 출연                                                  |
| 34   | 2011년 3월 20일  | 부산 남포동, 부산역 광장 시민 2814명 (현장 대면투표) | 공군 제20전투 비행단                               | 아이유, 유인나, 니콜 가희, 지연, 노사연                            | 신봉선, 서인영, 이진 나르샤, 홍수아, 정가은                    | 실제 전투기 탑승,위문 공연                                       | 잘팀 승리                                                                                      | 씨스타, 시크릿 특별 출연                                                  |
| 35   | 2011년 3월 27일  | 부산 남포동, 부산역 광장 시민 2814명 (현장 대면투표) | 이화여자대학교앞 시민들                            | 아이유, 유인나, 니콜 가희, 지연, 노사연                            | 신봉선, 서인영, 이진 나르샤, 홍수아, 정가은                    | 막걸리를 이용한 음식을 만들어 판매하기                           | 잘팀 승리                                                                                      |                                                                           |
| 36   | 2011년 4월 3일   | 부산 남포동, 부산역 광장 시민 2814명 (현장 대면투표) | 이화여자대학교앞 시민들                            | 아이유, 유인나, 니콜 가희, 지연, 노사연                            | 신봉선, 서인영, 이진 나르샤, 홍수아, 정가은                    | 막걸리를 이용한 음식을 만들어 판매하기                           | 잘팀 승리                                                                                      |                                                                           |
| 37   | 2011년 4월 10일  | 부산 남포동, 부산역 광장 시민 2814명 (현장 대면투표) | 결혼한 부부 (홈페이지 신청으로 선정)               | 아이유, 유인나, 니콜 가희, 지연, 노사연                            | 신봉선, 서인영, 이진 나르샤, 홍수아, 정가은                    | 특별한 결혼식 행사 지원                                          | 못팀 승리                                                                                      | 동방신기, 김형석, 스윗 소로우 특별 출연                                   |
| 38   | 2011년 4월 17일  | 부산 남포동, 부산역 광장 시민 2814명 (현장 대면투표) | 결혼한 부부 (홈페이지 신청으로 선정)               | 아이유, 유인나, 니콜 가희, 지연, 노사연                            | 신봉선, 서인영, 이진 나르샤, 홍수아, 정가은                    | 특별한 결혼식 행사 지원                                          | 못팀 승리                                                                                      | 동방신기, 김형석, 스윗 소로우 특별 출연                                   |
| 39   | 2011년 4월 24일  | 멤버들이 의뢰한 검증단 (총 11개 분야)                | 대국민 인기투표 참여자 18만명                      | 아래 영웅호걸#기타 참조                                            | 아래 영웅호걸#기타 참조                                        | 대국민 인기투표 결과 공개                                        | 1위:아이유(17.4%) 2위:유인나(12.8%) 3위:지연(11.8%) 4위:노사연(11.2%) 5위:나르샤(8.8%)         |                                                                           |
| 40   | 2011년 5월 1일   | 멤버들이 의뢰한 검증단 (총 11개 분야)                | 대국민 인기투표 참여자 18만명                      | 아래 영웅호걸#기타 참조                                            | 아래 영웅호걸#기타 참조                                        | 대국민 인기투표 결과 공개                                        | 1위:아이유(17.4%) 2위:유인나(12.8%) 3위:지연(11.8%) 4위:노사연(11.2%) 5위:나르샤(8.8%)         | 마지막회                                                                  |

## 기타
- 7, 8회는 출구 조사단의 사전 인기 투표 없이 출연자가 온 순서대로 가희팀이나 서인영팀 중 원하는 팀으로 선택함
  - 가희팀 : 가희, 이진, 아이유, 나르샤, 신봉선, 정가은, 노사연, 지연
  - 서인영팀 : 서인영, 유인나, 니콜, 홍수아

- 39, 40회는 멤버들이 의뢰한 11개 검증단들이 직접 투표하여 각 검증단 결과에 따라 팀을 배정 (단 일부만 배정)

| 순차 | 의뢰자 | 출구 조사단        | 표본 검증단                          | 잘 나가는 팀(잘팀)                                     | 못 나가는 팀(못팀)                                     | 비고                                                                                            |
| ---- | ------ | ------------------ | ------------------------------------ | ------------------------------------------------------ | ------------------------------------------------------ | ----------------------------------------------------------------------------------------------- |
| 1    | 아이유 | 10대 청소년        | 수도권 청소년 200명                  | 아이유, 나르샤 지연, 유인나, 신봉선                    | 이진, 서인영, 정가은, 가희, 노사연, 홍수아             | 니콜은 녹화 당시 카라 사태 미해결로 순위대상에서 제외 나머지들은 팀 배정 없이 상위 3~5명만 공개 |
| 2    | 노사연 | SBS 프로듀서       | SBS 현역 프로듀서 118명              | 아이유, 유인나 홍수아, 가희, 나르샤                    | 신봉선, 지연, 노사연 이진, 서인영, 정가은              | 니콜은 녹화 당시 카라 사태 미해결로 순위대상에서 제외 나머지들은 팀 배정 없이 상위 3~5명만 공개 |
| 3    | 정가은 | 해운대여자고등학교 | 해운대여자고등학교 1학년 학생 400명  | 1위:아이유, 2위:지연, 3위:나르샤                       | 1위:아이유, 2위:지연, 3위:나르샤                       | 니콜은 녹화 당시 카라 사태 미해결로 순위대상에서 제외 나머지들은 팀 배정 없이 상위 3~5명만 공개 |
| 4    | 이진   | 30대               | 30대 시민 200명                      | 아이유, 유인나 가희, 지연, 이진                        | 신봉선, 홍수아, 노사연 나르샤, 서인영, 정가은          | 니콜은 녹화 당시 카라 사태 미해결로 순위대상에서 제외 나머지들은 팀 배정 없이 상위 3~5명만 공개 |
| 5    | 나르샤 | 남자 아이돌 가수   | 활동중인 남자 아이돌 가수 13팀 103명 | 1위:유인나, 2위:아이유, 3위:지연, 4위:나르샤, 5위:가희 | 1위:유인나, 2위:아이유, 3위:지연, 4위:나르샤, 5위:가희 | 니콜은 녹화 당시 카라 사태 미해결로 순위대상에서 제외 나머지들은 팀 배정 없이 상위 3~5명만 공개 |
| 6    | 서인영 | 백화점 직원        | 백화점 직원 100명                    | 1위:아이유, 2위:유인나, 3위:서인영                     | 1위:아이유, 2위:유인나, 3위:서인영                     | 니콜은 녹화 당시 카라 사태 미해결로 순위대상에서 제외 나머지들은 팀 배정 없이 상위 3~5명만 공개 |
| 7    | 지연   | 60대               | 60대 노인 100명                      | 1위:노사연, 2위:신봉선, 3위:정가은                     | 1위:노사연, 2위:신봉선, 3위:정가은                     | 니콜은 녹화 당시 카라 사태 미해결로 순위대상에서 제외 나머지들은 팀 배정 없이 상위 3~5명만 공개 |
| 8    | 가희   | 헬스 트레이너      | 헬스 트레이너 100명                  | 1위:가희, 2위:홍수아, 나르샤                           | 1위:가희, 2위:홍수아, 나르샤                           | 니콜은 녹화 당시 카라 사태 미해결로 순위대상에서 제외 나머지들은 팀 배정 없이 상위 3~5명만 공개 |
| 9    | 신봉선 | 에어로빅 강사      | 에어로빅 강사 100명                  | 1위:서인영, 2위:홍수아, 3위:나르샤                     | 1위:서인영, 2위:홍수아, 3위:나르샤                     | 니콜은 녹화 당시 카라 사태 미해결로 순위대상에서 제외 나머지들은 팀 배정 없이 상위 3~5명만 공개 |
| 10   | 유인나 | 커플 매니저        | 커플 매니저 100명                    | 1위:유인나, 2위:서인영, 아이유                         | 1위:유인나, 2위:서인영, 아이유                         | 니콜은 녹화 당시 카라 사태 미해결로 순위대상에서 제외 나머지들은 팀 배정 없이 상위 3~5명만 공개 |
| 11   | 홍수아 | 야구 선수단        | 두산 베어스 선수단                   | 1위:유인나, 아이유 3위:홍수아                          | 1위:유인나, 아이유 3위:홍수아                          | 니콜은 녹화 당시 카라 사태 미해결로 순위대상에서 제외 나머지들은 팀 배정 없이 상위 3~5명만 공개 |

## 경쟁 프로그램
- 일요일이 좋다
  - 런닝맨 (1부 프로그램)

- 해피선데이
  - 남자의 자격 (1부 프로그램)
  - 1박 2일 (경쟁 프로그램)

- 일밤
  - 나는 가수다 시즌 1 (1부 프로그램)
  - 아나운서 공개채용 신입사원 (경쟁 프로그램)